# Wojsiłki
Wojsiłki – stara ewolucyjnie grupa prawie 1000 gatunków owadów o charakterystycznym, ryjkowatym kształcie głowy, tradycyjnie klasyfikowana w randze rzędu Mecoptera. Na świecie żyje współcześnie około 600 gatunków sklasyfikowanych w 9 rodzinach, a prawie 350 gatunków wymarłych znanych jest z odkryć paleontologicznych. Większość gatunków wojsiłek zasiedla strefy klimatu umiarkowanego i subtropikalnego. W Europie stwierdzono 21 gatunków, w tym 10 w Polsce. Występują w pobliżu strumieni, wśród drzew i krzewów.

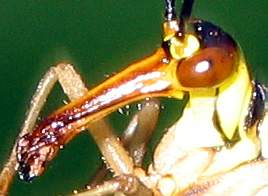
Głowa samicy wojsiłki pospolitej

U wojsiłek głowa jest ustawiona najczęściej ortognatycznie, rzadziej lekko hypognatycznie. Aparat gębowy typu gryzącego lub gryząco-ssącego z mocno wydłużonym nadustkiem w kształcie ryjka. Narząd wzroku tworzą dobrze rozwinięte oczy złożone oraz 3 (czasami szczątkowe) przyoczka.
Skrzydła błoniaste, gęsto użyłkowane, z wyraźnymi pterostygmami. Koniec odwłoka samców jest zagięty ku górze. Najmniejsze gatunki osiągają 2 mm, a największe do 35 mm długości. W przeważającej części odżywiają się martwą materią organiczną, nieliczne są także drapieżniki.
W czasie godów samce oferują samicy prezent w postaci pokarmu, by uzyskać możliwość kopulacji. Wojsiłki są jajorodne, rozwój z przeobrażeniem zupełnym, larwy są typu gąsienicowatego, żyją w wilgotnej glebie. Dorosłe są wszystkożerne lub drapieżne.
W zapisie kopalnym wojsiłki są znane z dolnego permu. W mezozoiku przechodziły rozkwit, w środkowej jurze i w początkach kredy wojsiłki pod względem liczebności, jak i różnorodności stanowiły większość owadów latających. Owady z tej grupy były pierwszymi zapylaczami roślin. Niektóre współczesne rodziny (np. Eomeropidae i Meropeidae) obejmują gatunki o tak prymitywnej morfologii, że są uważane za żywe skamieniałości.
Przykładowymi przedstawicielami są występujące w Polsce: wojsiłka pospolita (Panorpa communis) i pośnieżek zimowy (Boreus hyemalis). Pozycja taksonomiczna tradycyjnie rozumianego rzędu Mecoptera nie jest ustabilizowana. Badania genetyczne wskazują na parafiletyczny charakter tej grupy owadów. Wiadomo, że są spokrewnione z pchłami (Siphonaptera) i muchówkami (Diptera) – wszystkie trzy grupy są zaliczane do kladu Antliophora. Bliższe relacje pomiędzy nimi są przedmiotem badań i dyskusji.
Analiza genetyczna (badania pod kierownictwem Erika Tihelki) wykazała, że do pasożytniczych wojsiłek powinno zaliczać się pchły, uznawane dotąd za odrębny rząd; pchły okazały się najbliżej spokrewnione z małą rodziną Nannochoristidae, której przedstawiciele żywią się nektarem.